# Yorgos Ziavras
Yorgos Ziavras (* 1990 in Athen) ist ein griechischer Dirigent und Pianist, der in Köln, Deutschland, lebt und arbeitet. Er gründete das CoGNiMUS Collektiv, ein Musikkollektiv mit eigenem Orchester, und war Mitbegründer des zeitgenössischen Ensembles ÉRMA. Er hat Orchester und Kammerensembles in Griechenland und Deutschland geleitet und ist in einigen der größten Konzertsäle Europas aufgetreten, z. B. in der Kölner Philharmonie, dem Opernhaus Wuppertal, der Griechischen Nationaloper, der Athener Konzerthalle, dem Nordrhein-Westfälischen Rundfunkhaus usw.

## Biografie
Er studierte Orchesterdirigieren bei Professor Michael Luig an der Hochschule für Musik und Tanz Köln, Klavier in Athen bei Elisabeth Kounalaki und in Köln bei Paulo Álvares sowie Architektur an der NTUA in Athen.
Er war musikalischer Leiter von Oper(O), einem Straßenopernensemble in Athen, mit dem er zahlreiche Produktionen dirigierte, darunter „Fiammifero“ (2011), „Carmen in 20 Min.“ (2012), „Voyage“ (2012), „Waiting for the Night“ (2013) und andere.
Von 2014/15 bis 2017 war er Mitglied des Opernstudios Niederrhein. In dieser Zeit dirigierte er zahlreiche Aufführungen am Theater Krefeld und Mönchengladbach. 2017 wurde er als Assistenzdirigent/Korrepetitor verpflichtet und 2019 zum Kapellmeister am Theater Krefeld und Mönchengladbach befördert. In der Spielzeit 2021/2022 übernahm er die Position des stellvertretenden Generalmusikdirektors und war er als Erster Kapellmeister engagiert und konnte sein musikalisches Repertoire mit einem breiten Spektrum an Werken für Oper, Operette, Musiktheater und Barockmusik erweitern.
Im Jahr 2018 begann er seine Zusammenarbeit mit der Griechische Nationaloper, auf Drängen des künstlerischen Leiters Giorgos Koumentakis, um Pjotr Iljitsch Tschaikowskis Nussknacker unter der Regie von Renato Giannella zu dirigieren.
Er dirigierte bereits die Philharmonie Südwestfalen, das Sinfonieorchester Wuppertal, die Niederrheinischen Sinfoniker, das Orchester der Griechischen Nationaloper und das Südwestdeutsche Kammerorchester Pforzheim.

## Rezeption
Der Opernfreund meinte zur Krefelder Aufführung von „Sunset Boulevard“, dass unter seiner musikalischen Leitung die Niederrheinischen Sinfoniker schwungvoll und präzise gespielt hätten. Zur Aufführung 2019 von Peter Eötvös „Der goldene Drache“ meinte der Rezensent des Opernfreundes, dass die Niederrheinischen Sinfoniker sehr facettenreich und souverän gespielt hätten.

## Dirigate (Auswahl)
- 2016: Uraufführung der Oper Leonce und Lena des griechischen Komponisten Kornelios Selamsis im Nationaltheater Athen.[16]
- 2019: Eötvös‘ Oper „Der goldene Drache“[12][15]
- 2020: Galavorstellung zum 80-jährigen Bestehen der Griechischen Nationaloper[12]
- 2022: Sunset Boulevard[14]
- 2023: Ensemble MusikFabrik in der Kölner Philharmonie[11]
- 2024–2025: Il barbiere di Siviglia im Olympia Municipal Music Theatre Maria Callas[17]
- 2025: Hänsel und Gretel im Oper Wuppertal mit Sinfonieorchester Wuppertal[18]